# Vettel (Schimpfwort)
Vettel (lateinisch: vetula „altes Weib“; nach vetulus „ältlich“, vetus „alt“) ist eine abwertende Bezeichnung für eine alte Frau, der meist ein verdorbener Charakter unterstellt wird.

## Geschichte
Im 15. Jahrhundert entstand das Wort Vettel laut dem Etymologischen Wörterbuch von Kluge/Götze aus dem  spätmittelhochdeutschen vetel, einem in studentischen Kreisen mit der Bedeutung „liederliches Frauenzimmer“ verwendeten Begriff, der im 13. bis 15. Jahrhundert auch eine in der (sich von der Schulmedizin unterscheidenden) Heilkunde erfahrene (alte) Frau bezeichnete. Aus der pejorativen Bedeutung ergab sich die Verwendung im Sinne von „unzüchtige Frau mit hexenhaftem Aussehen“. Später verwendete man den Begriff abwertend für „alte Frau mit verdorbenem Charakter und unappetitlicher, hässlicher Erscheinung“.
Das Deutsche Wörterbuch der Brüder Grimm fasst zusammen:

„liederlichkeit, unzucht, hexenhaftes aussehen und wesen werden als die charakteristische eigenschaft der vettel angesehen[.]“

Das Etymologische Wörterbuch der deutschen Sprache schreibt:

„Sf per. vulg. (15. Jh.). Entlehnt aus l. vetula »altes Weib« (zu l. vetus »alt«), zunächst studentensprachlich. →Veteran“

## Fastnachtsfigur
Die alte Vettel ist auch eine alte Fastnachtsfigur, die sich im Laufe der Zeit in eine Hexe verwandelte. Sprachlich gesehen wird durch das Epitheton „alt“ die ursprüngliche Bedeutung, eben „alte Frau“, wiederhergestellt.